# Ed Sadowski
Edward Anthony "Ed" Sadowski (Akron, Ohio, 11 de julio de 1917-Wall, Nueva Jersey, 18 de septiembre de 1990) fue un jugador y entrenador de baloncesto estadounidense que jugó a lo largo de 12 temporadas en la ABL, la NBL, la BAA y la NBA. Con 1,96 metros de estatura, jugaba en la posición de pívot.

## Trayectoria deportiva

### Universidad
Jugó durante cuatro temporadas con los Pirates de la Universidad de Seton Hall en las que anotó 753 puntos. Fue elegido en el mejor quinteto del Este del país y también All-American en 1940. Fue el primer jugador de los Pirates en llegar a la BAA o la NBA. Fue incluido en el Salón de la Fama de su universidad en 1974.

### Profesional
Comenzó su andadura profesional en los Indianapolis Kautskys en 1940, siendo elegido en su primera temporada como Rookie del Año de la NBL. El año siguiente jugó en los Fort Wayne Pistons y posteriormente en los Wilmington Bombers de la ABL, donde promedió 6,8 puntos por partido.
Jugó en varios equipos más de ambas ligas hasta que en 1946 ficha por los Toronto Huskies, donde ejerce como jugador-entrenador. Allí juega únicamente 10 partidos en los que promedia 19,1 puntos. en el mes de diciembre es traspasado junto con Ray Wertis a los Cleveland Rebels a cambio de Leo Mogus, Dick Schulz y una compensación económica. En los Rebels acaba la temporada promediando 16,0 puntos por partido.
El año siguiente es elegido, tras la desparición del equipo, por los Boston Celtics en el draft de dispersión, donde fue el tercer mejor anotador de la liga, tras Joe Fulks y Max Zaslofsky, promediando 19,4 puntos por partido, siendo el primer jugador de la historia de los Celtics en ser incluido en el Mejor quinteto de la BAA.
Antes del comienzo de la temporada 1948-49 fue traspasado a Philadelphia Warriors a cambio de Hank Beenders. En su primera temporada en el equipo volvió a situarse entre los 10 mejores anotadores de la liga, promediando 15,3 puntos por partido, aunque también fue el jugador que más faltas personales cometió. Pocas semanas después de comenzada la temporada siguiente, ya con la denominación de NBA, fue traspasado a Baltimore Bullets a cambio de Ron Livingstone.
Jugó una temporada más, en los Paterson Crescents de la ABL, en la que promedió 11,6 puntos por partido, antes de retirarse definitivamente.

## Estadísticas de su carrera en la NBA

### Temporada regular
| Temporada | Edad | Equipo                | Liga  | P   | TC  | TCA  | %TC  | TL  | TLA | %TL  | ASIS | FP  | PTS  |
| 1946-47   | 29   | TOTAL                 | BAA   | 53  | 6.2 | 16.8 | .369 | 4.1 | 6.2 | .668 | 0.9  | 3.7 | 16.5 |
| 1946-47   | 29   | Toronto Huskies       | BAA   | 10  | 7.3 | 20.9 | .349 | 4.5 | 6.6 | .682 | 0.8  | 4.2 | 19.1 |
| 1946-47   | 29   | Cleveland Rebels      | BAA   | 43  | 6.0 | 15.9 | .375 | 4.0 | 6.1 | .664 | 0.9  | 3.5 | 16.0 |
| 1947-48   | 30   | Boston Celtics        | BAA   | 47  | 6.6 | 20.3 | .323 | 6.3 | 9.0 | .697 | 1.6  | 3.9 | 19.4 |
| 1948-49   | 31   | Philadelphia Warriors | BAA   | 60  | 5.7 | 14.0 | .405 | 4.0 | 5.8 | .686 | 2.7  | 4.6 | 15.3 |
| 1949-50   | 32   | TOTAL                 | NBA   | 69  | 4.3 | 13.4 | .324 | 4.0 | 5.4 | .735 | 2.0  | 3.5 | 12.6 |
| 1949-50   | 32   | Philadelphia Warriors | NBA   | 17  | 2.8 | 9.0  | .307 | 3.1 | 4.4 | .693 | 2.3  | 3.7 | 8.6  |
| 1949-50   | 32   | Baltimore Bullets     | NBA   | 52  | 4.8 | 14.8 | .328 | 4.3 | 5.7 | .745 | 1.9  | 3.5 | 14.0 |
| Total     |      |                       | TOTAL | 229 | 5.6 | 15.7 | .354 | 4.5 | 6.4 | .697 | 1.8  | 3.9 | 15.6 |
|           |      |                       | BAA   | 160 | 6.1 | 16.8 | .364 | 4.7 | 6.9 | .685 | 1.8  | 4.1 | 16.9 |
|           |      |                       | NBA   | 69  | 4.3 | 13.4 | .324 | 4.0 | 5.4 | .735 | 2.0  | 3.5 | 12.6 |

### Playoffs
| Temporada | Edad | Equipo                | Liga | P | MIN | TCA | TC  | TLA | TL | ASIS | FP | PTS | %TC  | %FT  | PTS  | AST |
| 1946-47   | 29   | Cleveland Rebels      | BAA  | 3 |     | 22  | 56  | 27  | 34 | 5    | 10 | 71  | .393 | .794 | 23.7 | 1.7 |
| 1947-48   | 30   | Boston Celtics        | BAA  | 3 |     | 19  | 55  | 23  | 38 | 6    | 17 | 61  | .345 | .605 | 20.3 | 2.0 |
| 1948-49   | 31   | Philadelphia Warriors | BAA  | 2 |     | 6   | 28  | 8   | 13 | 3    | 6  | 20  | .214 | .615 | 10.0 | 1.5 |
| Total     |      |                       | BAA  | 8 |     | 47  | 139 | 58  | 85 | 14   | 33 | 152 | .338 | .682 | 19.0 | 1.8 |

## Fallecimiento
Ed Sadowski falleció en su apartamento de Wall, Nueva Jersey, el 18 de septiembre de 1990, a los 73 años de edad, víctima de un cáncer.